# Gogolin (stacja kolejowa)
Gogolin – stacja kolejowa w Gogolinie na trasie z Opola do Kędzierzyna-Koźla. Na stacji rozpoczynała się również linia Gogolin – Prudnik, jednak od powodzi w 1997 roku, kiedy został zerwany most na Odrze, była ona przejezdna od tej strony jedynie do stacji Krapkowice Otmęt i w efekcie bezużyteczna.

## Ruch pasażerski
| Rok  | Wymiana pasażerska na dobę |
| ---- | -------------------------- |
| 2017 | 500-699                    |
| 2022 | 700-999                    |